# 中原バスストップ
中原バスストップ（なかばるバスストップ）は、佐賀県三養基郡みやき町の長崎自動車道上にあるバス停留所である。バス事業者の間では、高速中原（こうそくなかばる）という名称が使われており、一般的にはこの通称名で呼ばれている。

## 停車する系統および隣接停留所
| 路線愛称   | 運行会社   | 下り線側方面                                          | 上り線側方面                                 |
| ---------- | ---------- | ----------------------------------------------------- | -------------------------------------------- |
| わかくす号 | 西日本鉄道 | 高速神埼・佐賀（佐賀駅バスセンター・佐賀第2合同庁舎） | 高速基山・福岡（西鉄天神高速バスターミナル） |
|            | 西日本鉄道 | 高速神埼・佐賀 吉野ヶ里遺跡前・佐賀                   | 高速基山・福岡空港                           |

## 乗り換え
- 西鉄バス佐賀「綾部」バス停（約800m）